# 紊蒿属
紊蒿属（学名：Elachanthemum）是菊科下的一个属，为一年生草本植物。该属仅有紊蒿（Elachanthemum intricatum）一种，分布于蒙古及中国内蒙古与西北各地。